# لنز گردشی چشم‌ماهی سیگما ۴٫۵میلی‌متر اف۲٫۸ ئی‌ایکس دی‌سی اچ‌اس‌ام
لنز گردشی چشم‌ماهی سیگما ۴٫۵میلی‌متر اف۲٫۸ ئی‌ایکس دی‌سی اچ‌اس‌ام (به انگلیسی: Sigma 4.5mm F2.8 EX DC Circular Fisheye HSM lens) نام لنز دوربین عکاسی از نوع چشم‌ماهی است که توسط شرکت سیگما تولید می‌شود. فاصلهٔ کانونی این لنز ۴٫۵ میلی‌متر، دیافراگم آن دارای ۶ تیغه و ضریب اف آن اف ۲٫۸ است. این لنز در ۲۰۰۹ میلادی تولید و عرضه شده‌است.